# Reimer Bo
Reimer Bo Christensen (født 7. juni 1950 i Thisted) er en dansk journalist, forfatter og tidligere vært på DR.
Reimer Bo Christensen blev uddannet journalist på Bornholmeren i 1973.
Han har været vært på tv-programmerne 3 Til Tiden, Rigets Tilstand, Absolut Fredag og samtaleserien Reimer Bo møder..... Han har været redaktionschef på TV Avisen og senere direktør på Dagbladet Politikens billedbureau Polfoto. Han blev vært på TV Avisen i 2001. 
I 2005 skulle Reimer Bo Christensen være vært for DRs program om den 100 år gamle opdagelsesrejse Danmark Ekspeditionen, som Ludvig Mylius-Erichsen var anfører for og omkom under. Men efter få dage i Grønland måtte han opgive at fuldføre den planlagte syv uger lange tv-ekspedition sammen med bl.a. Kronprins Frederik. Han afløstes af tv-lægen Peter Qvortrup Geisling.[kilde mangler]
Han var vært på begivenheder som folketingsvalg 2005 (med Tine Gøtzsche), folketingsvalg 2007 (med Ask Rostrup), Danmarksindsamlingen 2007 (med Signe Lindkvist) og Prins Joachims andet bryllup i 2008. Han stoppede på TV Avisen i 2007, og etablerede derefter sin egen kommunikationsvirksomhed. I 2009 udviklede og producerede han flere programmer til DR, bl.a. talkshowet Reimers. Reimer Bo var vært på 21 Søndag, men han blev i maj 2010 kritiseret for at have produceret et interview med den bedrageridømte Stein Bagger i sit eget selskab. DR og Reimer Bo indgik kort efter et forlig, der tilkendte ham en erstatning for kontraktbrud fra DR’s side.[kilde mangler] Flere politiske partier med Venstre i spidsen har bedt om en redegørelse for forløbet fra DR's ledelse. Reimer Bo blev også kritiseret for at være inhabil i forhold til Stein Bagger, eftersom Reimer Bo ved to lejligheder havde udført arbejde for Baggers firma.
Reimer Bo Christensen blev sat fra jobbet som vært på 21 Søndag fra d. 26. maj 2010 med den begrundelse, at han ikke længere havde troværdighed til at stå i spidsen for programmet. Samme år havde han også lavet er stærkt kritiseret interview med den narkodømte Rigmor Zobel.
Reimer Bo Christensen arbejder i dag som journalist, medie- og ledelsesrådgiver, foredragsholder, ordstyrer og forfatter i sin egen virksomhed.

## Privat
Han blev i august 2004 gift med den 27 år yngre tv-vært Pernille Rahbek. De blev skilt i 2010.
Sammen har de 2 børn. Reimer Bo har yderligere to børn fra et tidligere ægteskab.

## Filmografi

### Film
- Der er et yndigt land (1983)
- Drengen der forsvandt (1984)
- Max pinlig  (2008)
- Max pinlig på højskole (2011)
- Max pinlig på Roskilde (2012)
- Sorgenfri (2016)

### Tv-serier
- Langt fra Las Vegas (2001-2003)
- Plan B (2002)
- Forbrydelsen (2007)
- Max (2007-2008)